# 浩门镇
浩门镇，是中华人民共和国青海省海北藏族自治州门源回族自治县下辖的一个乡镇级行政单位。

## 行政区划
浩门镇下辖以下地区：
康乐社区、花园社区、向阳社区、气象社区、北关村、南关村、团结村、西关村、二道崖湾村、头塘村、疙瘩村、煤窑沟村和小沙沟村。